# Le nostre anime di notte
Le nostre anime di notte (Our Souls at Night) è un film del 2017 diretto da Ritesh Batra.
La pellicola, con protagonisti Robert Redford e Jane Fonda, è l'adattamento cinematografico dell'omonimo romanzo scritto da Kent Haruf.

## Trama
In una piccola cittadina del Colorado, Addie Moore fa un'inaspettata visita al vicino di casa, Louis Waters, per proporgli di dormire insieme di notte. Poiché sono entrambi vedovi da anni e i rispettivi figli sono lontani, i due vivono da soli nelle loro grandi case. Pur abitando l'uno accanto all'altra, Addie e Louis non hanno mai avuto molte occasioni di contatto: grazie a questa visita, iniziano a frequentarsi per dare un senso al tempo che resta loro da vivere. Trascorrono quindi parecchio tempo insieme, prima di nascosto e poi in pubblico, condividendo il letto e pure qualche occasione di intimità.
La loro tranquillità viene sconvolta quando il figlio di Addie, Gene, in crisi economica e coniugale, incombe nella vita della nuova coppia e chiede alla madre di occuparsi del figlioletto di sette anni, Jamie, per tutta l'estate: Addie e Louis si ritrovano così a fare i nonni. Al termine dell'estate, Gene torna a prendersi Jamie: viene così a sapere della relazione tra sua madre e Louis, che non vede di buon occhio a causa del passato turbolento di quest'ultimo. 
Tempo dopo, Addie viene ricoverata in ospedale a causa di una brutta caduta: Gene, intenzionato ad allontanarla da Louis, va a farle visita e le propone di trasferirsi da lui e Jamie. Una notte, il bambino chiama la nonna, che si precipita immediatamente a casa sua con Louis: lì Addie trova Gene, ubriaco, che la accusa di averlo incolpato della morte di sua sorella Connie in un incidente quando erano bambini. Resasi conto che deve recuperare i rapporti con il figlio e il nipote, Addie accetta di andare a vivere con loro. Ritrovatosi di nuovo solo, Louis ritorna così alla vita che stava trascorrendo prima di conoscere Addie, facendole pervenire tramite corriere un cellulare e il trenino con cui Jamie era solito giocare quando stava coi due.
Una sera, Addie fatica a dormire: così, chiama Louis al telefono e i due iniziano a chiacchierare e passare la notte insieme, seppure a distanza, come ai vecchi tempi.

## Produzione
Le riprese del film sono iniziate il 12 settembre 2016 a Colorado Springs proseguite poi a Florence e terminate il 2 novembre seguente.

## Promozione
Il primo trailer del film viene diffuso sul canale YouTube di Netflix il 9 agosto 2017.

## Distribuzione
Il film è stato presentato, fuori concorso, il 1º settembre 2017 alla 74ª Mostra internazionale d'arte cinematografica di Venezia.
La pellicola è stata distribuita sulla piattaforma Netflix a partire dal 29 settembre 2017.